# Vlamingspolder
De Vlamingspolder is de naam van een door de natuur ontstane polder in de Nederlandse regio Zeeuws-Vlaanderen waarin Cadzand-Bad is gelegen, behorend tot de Polders van Cadzand, Zuidzande en Nieuwvliet.
Het betreft de kust die gelegen is voor de Tienhonderdpolder en de Oudelandse Polder. Men moest een deel van de polders prijsgeven aan de zee en legde een dijk aan in 1719 die meer landinwaarts was gelegen. Op het buitendijkse schorrengebied waaide toen een duinenrij op, zodat er achter deze duinenrij een van zee afgesloten schor ontstond die sindsdien door de mens werd benut en als het ware een door de natuur ontstaan poldertje was, dat 23 ha groot was.
Tegenwoordig wordt dit gebied, dat is gelegen ten noorden van de Noorddijk en de Tienhonderdsedijk, in beslag genomen door de bebouwing van Cadzand-Bad, die onder meer vakantiewoningen, winkels en horeca omvat.